# والسکا گرت
والسکا گرت (انگلیسی: Valeska Gert; ۱۱ ژانویهٔ ۱۸۹۲ – ۱۵ مارس ۱۹۷۸) یک رقصنده، بازیگر پانتومیم، هنرمند کاباره و هنرپیشه آلمانی بود. او یک پرفورمنس آرتیست پیشگام بود که گفته می‌شود پایه‌ها را گذاشته و راه را برای جنبش پانک هموار کرده‌است.
از فیلم‌ها یا برنامه‌های تلویزیونی که وی در آنها نقش داشته‌است می‌توان به جولیتای ارواح، مردم در روز یکشنبه، دفتر خاطرات دختر گمشده، خیابان اندوه، اپرای سه‌پولی و نانا اشاره کرد.

## جوایز:
او برندهٔ جوایزی همچون جایزه فیلم آلمان شده‌است.